# Cacsius divus
Cacsius divus är en skalbaggsart som först beskrevs av Julius Melzer 1932.  Cacsius divus ingår i släktet Cacsius och familjen långhorningar. Inga underarter finns listade.